# Nijkerk
Nijkerk (anhörenⓘ) ist eine Gemeinde der niederländischen Provinz Gelderland. Die Gemeinde hat eine Gesamtfläche von 72,04 km² und zählte am 1. Januar 2025 nach Angaben des CBS 45.725 Einwohner. Sie  besteht aus der Kleinstadt Nijkerk, dem Dorf Hoevelaken und dem Weiler Nijkerkerveen.

## Lage und Wirtschaft
Nijkerk liegt im äußersten Westen der Provinz, westlich der Landschaft Veluwe und nur etwa 11 km nordöstlich von Amersfoort (Prov. Utrecht). Die Autobahn A28 Utrecht -Amersfoort – Zwolle verläuft an Nijkerk entlang. Die Stadt hat einen Kleinbahnhof an der Eisenbahnstrecke Utrecht – Amersfoort – Zwolle – Kampen. Hoevelaken liegt südlich von Nijkerk, an der Autobahn A1 Amsterdam – Hengelo – Bad Bentheim – Berlin. Bei Hoevelaken befindet sich eines der ältesten Autobahnkreuze (Knooppunt Hoevelaken, Kreuzung von A1 und A28) der Niederlande.
Nordwestlich von Nijkerk liegt der Polder Arkemheen. Dieser wird von einem Kanal zum IJsselmeer mit einer 1987 erneuerten Schleuse durchquert, so dass Nijkerk auch für Binnenschiffe erreichbar ist. Nijkerk und Hoevelaken haben beide viel Kleingewerbe. Auch die Viehhaltung, der Dienstleistungssektor und der Tourismus sind für die Wirtschaft der Gemeinde von Bedeutung. Nijkerk ist der Sitz der Niederlassung der dänisch-schwedischen Molkereigenossenschaft Arla für die Niederlande.

## Geschichte
Nijkerk entstand um 1225, als an der Stelle einer Kapelle, wo bereits um 800 der heilige Ludger gepredigt haben soll, eine „nije Kercke“, (= neue Kirche) erbaut wurde.
Der Polder Erckemede, = Arkemheen, wurde 1356 eingedeicht. Dadurch erhielt das Dorf große, fruchtbare Weideflächen. Das von der Viehwirtschaft und dem Handel mit Heu lebende Nijkerk lag im Mittelalter an der Grenze zwischen dem Herzogtum Geldern und dem Bistumsgebiet von Utrecht. Nach der Zerstörung 1412 gewährte der Herzog von Geldern den tapferen Nijkerkern anlässlich des Wiederaufbaus ihres Ortes ein Jahr später das Stadtrecht. Der Stadt Nijkerk blieben jedoch weitere Katastrophen nicht erspart: es wurde von Großbränden (1421 und 1540), Kriegen (der Achtzigjährige Krieg 1568–1648), eine Überschwemmung (1916) und Seuchen (u. a. eine Pestepidemie 1636) heimgesucht. Einige Einwohner Nijkerks wichen im 17. Jahrhundert in die neuen Kolonien Nordamerikas aus und waren an der Gründung der Städte Albany (New York) und Schenectady beteiligt. Das 18. Jahrhundert war, anders als an vielen anderen Orten der Niederlande, für Nijkerk eine Blütezeit. Bereits 1636 hatte man in Nijkerk angefangen, Tabak anzupflanzen, und in Amsterdam und anderen Städten fand dieses Produkt regen Absatz. Ein Kanal zur Zuidersee wurde 1720 gegraben. Handel und Schifffahrt florierten. Die guten Zeiten endeten 1814, als Ludwig Napoleon den Anbau von Tabak verbot, da er das Monopol für französischen Tabak auf die Niederlande ausweitete. Die Druckerei und der Verlag der firma Callenbach, bekannt für u. a. christlich geprägte Kinderbücher, siedelte sich 1854 in Nijkerk an, zog um 1985 aber nach Kampen um. Nijkerk erlitt 1940 und 1945 durch Kampfhandlungen im Zweiten Weltkrieg einigen Schaden.

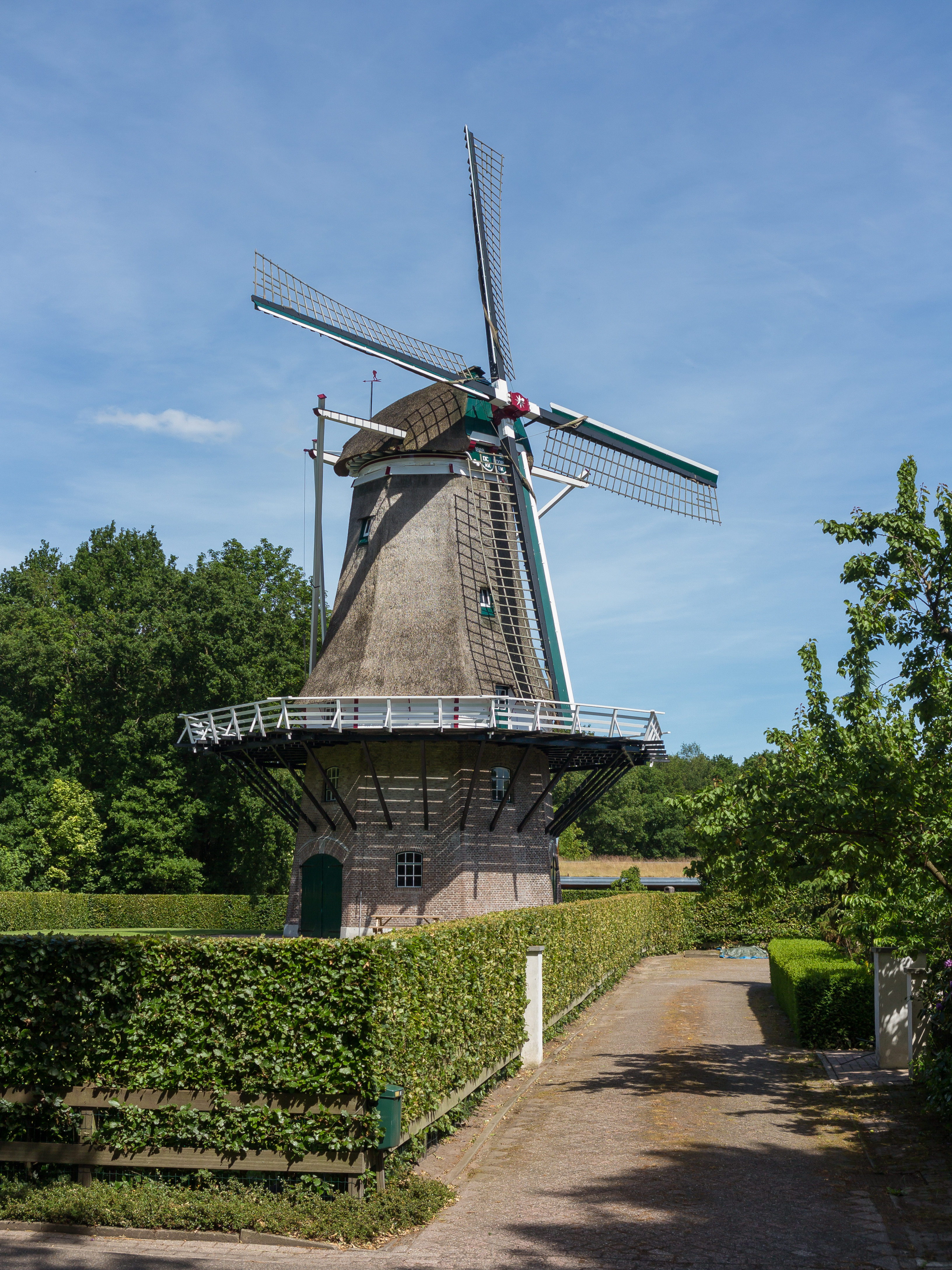
Appel, Mühle: korenmolen de Hoop

Hoevelaken entstand um 1132 als dort ein Schloss erbaut wurde. Es entwickelte sich zu einem ruhigen Bauerndorf. Die Moore wurden urbar gemacht in langgestreckten, schmalen Parzellen. Im 20. Jahrhundert wurde Hoevelaken stark erweitert, als sich Pendler, die in den Städten der Umgebung arbeiteten, im Dorf ansiedelten. Auch die Autobahn A1 brachte Arbeitsplätze und damit Wohlstand: entlang dieser Fernstraße entstanden Gewerbegebiete. Das Schloss Hoevelaken wurde 1672 niedergebrannt, und der Neubau 1926 abgerissen. Das heutige Landhaus ist jetzt ein Bürogebäude.

## Politik

### Sitzverteilung im Gemeinderat
Der Gemeinderat wird seit 1982 folgendermaßen gebildet:
| Partei                            | Sitze | Sitze | Sitze | Sitze | Sitze | Sitze  | Sitze | Sitze | Sitze | Sitze | Sitze | Sitze |
| Partei                            | 1982  | 1986  | 1990  | 1994  | 1998  | 1999 a | 2002  | 2006  | 2010  | 2014  | 2018  | 2022  |
| --------------------------------- | ----- | ----- | ----- | ----- | ----- | ------ | ----- | ----- | ----- | ----- | ----- | ----- |
| CDA                               | 9     | 9     | 10    | 5     | 7     | 7      | 7     | 6     | 8     | 7     | 8     | 7     |
| ChristenUnie                      | –     | –     | –     | –     | –     | 7      | 5     | 5     | 5     | 6     | 6     | 6     |
| SGP                               | 3     | 3     | 4     | 5     | 5     | 7      | 5     | 5     | 5     | 6     | 6     | 6     |
| RPF                               | 3     | 3     | 4     | 5     | 5     | –      | –     | –     | –     | –     | –     | –     |
| GPV                               | 3     | 3     | 4     | 5     | 5     | –      | –     | –     | –     | –     | –     | –     |
| PROgressief 21 b                  | –     | –     | –     | –     | –     | 3      | 3     | 3     | 4     | 5     | 5     | 5     |
| De Lokale Partij c                | –     | –     | –     | –     | –     | –      | –     | –     | –     | 5     | 4     | 5     |
| VVD                               | 3     | 2     | 2     | 3     | 2     | 2      | 3     | 3     | 3     | 4     | 4     | 4     |
| Lokaal Belang c d                 | –     | –     | –     | –     | –     | –      | –     | –     | 4     | –     | –     | –     |
| Positieve Plaatselijke Politiek c | –     | –     | –     | –     | –     | –      | –     | –     | 1     | –     | –     | –     |
| Partij Nijkerk d e                | –     | –     | –     | –     | 5     | 4      | 4     | 3     | –     | –     | –     | –     |
| Hart voor Nijkerk d               | –     | –     | –     | –     | –     | –      | –     | 3     | –     | –     | –     | –     |
| Hoevelaken Nú d                   | –     | –     | –     | –     | –     | 2      | 3     | 2     | –     | –     | –     | –     |
| PvdA b                            | 3     | 4     | 3     | 2     | 2     | –      | –     | –     | –     | –     | –     | –     |
| D66 b                             | 1     | 1     | 2     | 2     | 0     | –      | –     | –     | –     | –     | –     | –     |
| PPR                               | 1     | –     | –     | –     | –     | –      | –     | –     | –     | –     | –     | –     |
| Burger Belangen e                 | –     | –     | –     | 2     | –     | –      | –     | –     | –     | –     | –     | –     |
| Plaatselijk Belang e              | –     | –     | –     | 2     | –     | –      | –     | –     | –     | –     | –     | –     |
| Gesamt                            | 19    | 19    | 21    | 21    | 21    | 25     | 25    | 25    | 25    | 27    | 27    | 27    |

Anmerkungen

### Bürgermeister
Seit dem 12. Dezember 2024 ist Tinet de Jonge-Ruitenbeek (CDA) amtierende Bürgermeisterin der Gemeinde. Zu ihrem Kollegium zählen die Beigeordneten Esther Heutink-Wenderich (CDA), René Windhouwer (CDA), Audrey Rohen (PROgressief 21), Mariëlle Broekman-van der Pers (VVD) sowie der Gemeindesekretär Johan de Jager.

## Sehenswürdigkeiten
- Die alte Kirche (Grote Kerk) im Ortskern von Nijkerk ist eines der wenigen Gebäude aus der Zeit vor 1800, die dort erhalten sind.
- Der Polder Arkemheen ist ein Vogelreservat. In ihm steht das mit Schöpfrädern versehene Dampfpumpwerk Arkemheen („stoomgemaal“) aus dem 19. Jahrhundert, das im Sommer besichtigt werden kann.
- Der Landsitz Salentein, am Ostrand von Nijkerk ist jetzt ein Nobelrestaurant, das wegen der Weine aus Argentinien landesweit bekannt ist.

## In Nijkerk geboren
- Anthonius Brouwer (* 1827; † 1908), Maler
- James Kwast (* 1852; † 1927), Pianist und Musikpädagoge
- Christiaan Eijkman (* 1858, † 1930), Hygieniker
- Karel Philippus Bernet Kempers (* 1897; † 1974), Musikwissenschaftler
- Bernard Jan Kardinal Alfrink (* 1900; † 1987), Erzbischof von Utrecht
- Henri J. M. Nouwen (* 1932; † 1996), römisch-katholischer Priester, Psychologe und geistlicher Schriftsteller
- Kees de Kort (1934–2022), Bibelillustrator, Designer und Maler
- Dick de Graaf (* 1954), Jazzmusiker
- Therese Klompenhouwer (* 1983), Karambolagespielerin
- Marieke van Soest (* 1987), Paraschwimmerin und -cyclerin
- Donny van de Beek (* 1997), Fußballspieler
- Thomas Buitink (* 2000), Fußballspieler

## Partnerstadt
- Schenectady, New York, USA